# Vila-seca
Vila-seca – gmina w Hiszpanii, w prowincji Tarragona, w Katalonii, o powierzchni 21,78 km². W 2011 roku gmina liczyła 22 052 mieszkańców.